# Rashtriya Samajwadi Congress
Rashtriya Samajwadi Congress (RSC) (National Socialist Congress) è stato un partito politico dello Stato indiano del Bengala Occidentale dal 1986 al 1989.
Fu fondato dall'esponente di spicco dell'Indian National Congress Pranab Mukherjee - dal 2012 Presidente dell'India - a seguito della sconfitta nella corsa alla guida dell'INC, dopo l'assassinio di Indira Gandhi.
Mukherjee era contrario alla nomina di Rajiv Gandhi a primo ministro, indicando se stesso come "successore di diritto" in ragione della sua anzianità di militanza nel partito del Congresso e criticando aspramente il carattere dinastico della transizione.
Il RSC tornò nell'INC nel 1989 dopo aver preso atto di non riuscire ad attrarre personalità politiche di rilievo né consensi elettorali consistenti.
Mukherjee rinunciò di fatto all'ambizione di diventare trascinatore di masse socio-elettorali e fu ben riaccolto nel suo vecchio partito, riuscendo ad accreditarsi come alleato fedele della Famiglia Nehru–Gandhi.